# Mario Dalla Pietra
Mario Dalla Pietra (Cavarzere, 25 settembre 1937 – Milano, 2 settembre 2019) è stato un calciatore italiano, di ruolo centrocampista.

## Carriera
Cresciuto nel Padova, nel 1958 passa al Cosenza con cui disputa in tutto sei campionati; nel 1960-1961 vince il campionato di Serie C ed approda in Serie B, dove gioca tre stagioni per un totale di 84 presenze e 2 reti.
Nel 1964 si trasferisce al Lecce con cui gioca tre annate in Serie C.

## Palmarès

### Club

#### Competizioni nazionali
- Serie C: 1

Cosenza: 1960-1961